# Charles Emil Lewenhaupt den äldre
Charles Emil Lewenhaupt den äldre, född 28 mars 1691 i Stockholm, död 4 augusti 1743, var en svensk greve, general och medlem i hattpartiet.

## Biografi
Charles Emil Lewenhaupt var son till Carl Gustaf Lewenhaupt och Amalia Königsmarck och far till Charles Emil Lewenhaupt d.y. och hade tvillingsystern Ulrika Augusta. När fadern 1695 gick i sachsisk tjänst följde familjen med och han fick sin utbildning där. Han fick aldrig någon högre utbildning och kom att ha svårt att uttrycka sig i skrift, men hade goda sociala förmågor. 1708 inskrevs han som volontär vid Karl Vilhelm Sparres regemente i Brabant i nederländsk tjänst och deltog som Sparres adjutant i slaget vid Malplaquet. 1709 blev han kapten vid Gerhard von Dernaths regemente i holsteinsk tjänst och senare samma år dennes överadjutant. 1710 blev Lewenhaupt överstelöjtnant vid Philip Bogislaus von Schwerins bremiska dragonregemente i svensk tjänst, och 1711 överstelöjtnant till Marschalks verdiska dragonregemente. Han deltog i slaget vid Gadebusch där han på slagfältet skall ha mött sin kusin Moritz av Sachsen som kämpade på andra sidan. I kapitulationen vid Tönningen råkade han i dansk krigsfångeskap men friköpte sig och blev 1715 överste och chef för Rügenska infanteriregementet innan det kapitulerade vid Stralsunds fall. Lewenhaupt själv undkom och begav sig till kungen i Lund, där han blev löjtnant vid livdrabanterna. Han följde därefter kungen under de följande åren fram till hans död. Efter Karl XII:s död deltog han i förhandlingarna mellan armébefälen och Ulrika Eleonora och Fredrik om deras stöd, som skedde mot löfte om enväldets avskaffande och ståndsriksdagens inkallande. Vid riksdagen 1719 tillhörde han sekreta utskottet och stödde under de första riksdagarna ivrigt den nya författningen och motarbetade Holsteinska partiet. Han deltog alla riksdagar fram till 1741 och kom att tillhöra sekreta utskottet 1719, 1720, 1726, 1731, 1734, 1738, 1740, mindre sekreta deputationen 1720 och 1738, justitie- och krigsdeputationen 1723, defensionsdeputationen 1726 och 1731 samt priskommissionen 1723. Vid riksdagarna 1726 och 1731 var han som främste närvarande greve ordförande vid Riddarhuset, liksom 1739 då lantmarskalken var frånvarande. 1734 och 1740 var han lantmarskalk. Han sändes 1720 på särskilt diplomatiskt uppdrag till Wien, befordrades 1722 till generalmajor av kavalleriet, blev 1723 expektansöverste för Södra skånska kavalleriregementet, 1725 överstelöjtnant där och var 1725–1743 chef för regementet.
Från början höll sig Lewenhaupt utanför partipolitiken. Han behöll visst avstånd till Arvid Horn, men stod nära flera av dennes medarbetare, bland annat Johan Henrik von Kochen. När hattpartiet började växa fram stod Lewenhaupt till en början vacklande mellan hattar och mössor. I slutet av 1730-talet gick han dock slutligen över till hattpartiet.
Då hattarna framkallade krig mot Ryssland 1741 (Hattarnas krig) fick han leda en av de svenska arméerna som dock blev slagen. Lewenhaupt och hans närmaste man Henrik Magnus von Buddenbrock avrättades genom halshuggning två år senare på grund av påstått grava försumligheter under kriget.
När anklagelsen hade blivit känd finns det uppgifter som gör gällande att Lewenhaupt tog sin tillflykt till ett underjordiskt rum på ön Storholmen norr om Lidingö, som hade använts av ägarna till Frösviks säteri på Bogesundslandet (idag i Vaxholms kommun) för förvaring av värdesaker i krigstider, men gömstället röjdes och han blev gripen och förd till Stockholm för rättegång. Sanningshalten i denna historia är omstridd och motsägs av den detaljerade biografi över Lewenhaupt som finns, författad av Gustav Jonasson med titeln Charles Emile – Skurk eller syndabock?
Lewenhaupts familj på Övedskloster skickade tjänarna att hämta liket. De lyckades gräva upp kroppen och frakta hem den. Dock upptäckte familjen att man tagit Buddenbrocks huvud, varför tjänarna fick återvända till Stockholm för att hämta även Lewenhaupts huvud. Kropp med huvud ligger begravd på Öveds kyrkogård.
Lewenhaupt arrenderade tillsammans med generalmajoren friherre J Ch Düring Flyinge Kungsgård mellan 1731 och 1747. De hade under denna period ryttmästare Kortz anställd på Flyinge med ansvar för stuteriets drift.
I Statens porträttsamling på Gripsholms slott finns Johan Henrik Scheffels målning (kopia) av Lewenhaupt i rödbrun rock och spetshalsduk.